# Дроздовський Левко Антонович
Дроздовський Левко Антонович (15 лютого 1869, м. Деражня, Хмельницька область (Керч?) — † грудень 1951, м. Ліма, Перу) — генеральний хорунжий Армії Української Народної Республіки.

## Біографія
Дроздовський Левко Антонович народився у місті Деражня Подільської губернії (за іншими даними — у місті Керч у сім'ї вихідців з Поділля). Закінчив Керченську Олександрівську класичну гімназію, Новоросійський університет (у 1892 році), Київське піхотне інженерне юнкерське училище.

### В Російській армії
Військову освіту здобув у Київському піхотному юнкерському училищі, згодом закінчив Миколаївську академію Генштабу за 1-м розрядом.
Брав участь у Російсько-японській війні. Під час Першої світової війни з 1 грудня 1915 по 8 лютого 1917 командир 137-го Ніжинського полку, згодом начальник штабу 52-ї піхотної дивізії та начальник штабу 1-го гвардійського корпусу.
Останнє звання у російській армії — генерал-майор.

### На службі Україні
В Армії УНР з 1918 року. У 1918 р. — 1-й генерал-квартирмейстер Генерального штабу Армії УНР, з 25 жовтня 1918 р. — військовий аташе УНР у Швейцарії та Італії.
З 1920 р. — в еміграції, 17 років жив в Абіссинії, з 1948 р. — у Перу. Помер та похований у м. Ліма (Перу).